# سيرغي بويكو
سيرغي بويكو (بالروسية: Сергей Сергеевич Бойко)‏ (14 سبتمبر 1971 في أوكرانيا - ) هو مدرب كرة قدم ولاعب كرة قدم روسي في مركز الوسط. لعب مع FC Irtysh Omsk ‏ وFC Kolomna ‏ ونادي أكاديمية تولياتي لكرة القدم وFC Industriya Borovsk ‏ وFC Nosta Novotroitsk ‏.

## وصلات خارجية
- سيرغي بويكو على موقع قاعدة بيانات كرة القدم.إي يو (الإنجليزية)